# МКС-15
МКС-15 — пятнадцатый долговременный экипаж Международной космической станции. Экипаж работал на борту МКС с 9 апреля 2007 года по 21 октября 2007 года.
Сунита Уильямс - установила новый рекорд по продолжительности работы на МКС среди женщин (превышен рекорд Пегги Уитсон  на МКС-5).

## Экипаж
- Фёдор Юрчихин (2-й космический полёт), командир экипажа
- Олег Котов (1), бортинженер
- Сунита Уильямс (1) (Sunita Williams), бортинженер до 19 июня 2007 года
- Клейтон Андерсон (1) (Clayton Anderson) с 10 июня 2007 года

### Дублирующий экипаж
- Роман Романенко, командир экипажа.
- Михаил Корниенко, бортинженер

## Описание полёта

### Смена экипажа
Фёдор Юрчихин и Олег Котов стартовали в космос на корабле «Союз ТМА-10» с космодрома Байконур (Казахстан) 7 апреля 2007 года. Вместе с ними в космос с кратким посещением МКС (экспедиция посещения ЭП-12) стартовал также пятый космический турист Чарльз Симони (США).
Космонавты предыдущего долговременного экипажа МКС-14 — Майкл Лопес-Алегрия и Михаил Тюрин вернулись на Землю на корабле «Союз ТМА-9» 21 апреля 2007 года. Вместе с ними на Землю вернулся и Чарльз Симони.

### Выходы в открытый космос
- Выход 1 — Юрчихин и Котов
- Цель: установка противометеоритных панелей
- Начало: 30 мая 2007 — 19:05 UTC
- Окончание: 31 мая — 00:30 UTC
- Продолжительность: 5 часов 25 минут

Это 1-й выход в космос Юрчихина и Котова.
Выход из российского модуля «Пирс» в российских скафандрах.
- Выход 2 — Юрчихин и Котов
- Цель: установили контейнер с экспериментальными образцами на внешней поверхности и установка противометеоритных панелей
- Начало: 6 июня 2007 — 14:23 UTC
- Окончание: 6 июня — 24:00 UTC
- Продолжительность: 5 часов 37 минут

Это 2-й выход в космос Юрчихина и Котова.
Выход из российского модуля «Пирс» в российских скафандрах.
- Выход 3 — Юрчихин и Андерсон
- Цель: монтаж стойки VSSA на секции P1 Основной фермы, замена модуля RPCM на секции SO.
- Начало: 23 июля 2007 — 10:24 UTC
- Окончание: 23 июля — 18:05 UTC
- Продолжительность: 7 часов 41 минута

Это 3-й выход в космос Юрчихина и 1-й Андерсона.
Выход из американского шлюзового отсека «Квест», в американских скафандрах.

### Работа на борту МКС
9 апреля 2007 года в 15:03:00 (19:03:00 UTC) корабль «Союз ТМА-10» с экипажем 15-й долговременной экспедиции и участником экспедиции посещения ЭП-12 Чарльзом Симони успешно пристыковался к МКС. Стыковка прошла в автоматическом режиме, под контролем командира «Союза» Олега Котова.
20 апреля состоялась официальная смена экипажей на МКС. Командир МКС-14 Майкл Лопес-Алегрия передал свои полномочия Фёдору Юрчихину, командиру МКС-15. Обязанности бортинженера вместо Михаила Тюрина стал выполнять Олег Котов. Астронавт Сунита Уильямс перешла из экипажа МКС-14 в экипаж МКС-15. Суниту Уильямс сменил Клейтон Андерсон в июне.
21 апреля — отстыковка корабля «Союз ТМА-9» с двумя членами экипажа МКС-14 и участником экспедиции посещения ЭП-12. МКС осталась без экипажа на 27 минут 10 секунд.
26 апреля руководство НАСА приняло решение о возвращении бортинженера 15-й долговременной экспедиции МКС Сунниты Уильямс на Землю на шаттле «Атлантис» STS-117 в июне месяце. Сунита Уильямс провела на МКС 189 часов 16 часов 5 минут 33 секунды - самое продолжительное время для женщин. Для замены Уильямс в состав экипажа «Атлантис» включён Клейтон Андерсон. Старт шаттла «Атлантис» состоялся 8 июня. Андерсон работал на станции до октября и вернулся на Землю на шаттле «Дискавери» STS-120.
15 мая — стыковка грузового корабля «Прогресс М-60»
10-19 июня шаттл STS-117 в составе МКС. Доставка и монтаж на МКС звеньев фермы S3/S4 с комплектом солнечных батарей. Смена одного члена экипажа МКС-15. Экипаж шаттла выполнил четыре выхода в открытый космос из модуля Квест.
1 августа — отстыковка грузового корабля «Прогресс М-59».
5 августа — стыковка грузового корабля «Прогресс М-61»
10-19 августа шаттл STS-118 в составе МКС. Доставка и монтаж на МКС секции S5 основной фермы, внешней складской платформы ESP-3, грузов в модуле Spacehab. Экипаж шаттла выполнил четыре выхода в открытый космос из модуля Квест.
19 сентября — расстыковка грузового корабля «Прогресс М-60»
27 сентября экипаж МКС перестыковал корабль «Союз ТМА-10». Перелет корабля «Союз ТМА-10» от стыковочного узла модуля «Заря» на кормовой стыковочный узел модуля «Звезда» был осуществлен за 27 минут. Перед перестыковкой космонавты экипажа МКС перевели все системы станции в автономный режим полёта. Затем экипаж МКС-15: Фёдор Юрчихин, Олег Котов и Клей Андерсон перешли в корабль «Союз ТМА-10». Отстыковка от модуля «Заря» произошла в 19:20 UTC. В 19:47 корабль «Союз ТМА-10» пристыковался к модулю «Звезда». Во время перестыковки, кораблём «Союз ТМА-10» управлял Олег Котов. Стыковочный узел модуля «Заря» освобожден для корабля «Союз ТМА-11», на котором на станцию прибыла следующая экспедиция МКС.
10 октября — старт корабля «Союз ТМА-11». Экипаж корабля «Союз ТМА-11» составили Юрий Маленченко, Пегги Уитсон и Шукор, Шейх Музафар. Пегги Уитсон — командир шестнадцатой долговременной экспедиции МКС (МКС-16), Юрий Маленчено — бортинженер МКС-16. Шейх Музафар Шукор прилетел на станцию с кратким визитом (экспедиция посещения ЭП-13) в соответствии с соглашением между Россией и Малайзией. Шейх Музафар Шукор — первый космонавт Малайзии.
12 октября — стыковка корабля «Союз ТМА-11» со станцией.
21 октября — расстыковка корабля «Союз ТМА-10» с двумя членами экипажа МКС-15 и участником экспедиции посещения ЭП-13. Экспедиция МКС-15 завершилась.